# Lewis Koumas
Lewis Terence Koumas (Chester, 19 de setembro de 2005) é um futebolista galês que atua como atacante ou ponta. Atualmente defende o Stoke City, emprestado pelo Liverpool.[carece de fontes?]

## Carreira
Koumas chegou ao Liverpool em novembro de 2016, após 3 anos jogando na base do Tranmere Rovers, assinando seu primeiro contrato profissional com os Reds em janeiro de 2023. Foi relaciondo pela primeira vez no time principal no jogo contra o Union Saint-Gilloise, em dezembro do mesmo ano, pela Liga Europa, mas não entrou em campo (o Liverpool perdeu por 2 a 1), assim como na final da Copa da Liga Inglesa frente ao Chelsea (vitória dos Reds por 1 a 0).
Sua estreia foi na Copa da Inglaterra, em fevereiro de 2024, quando o Liverpool escalou uma equipe alternativa contra o Southampton (Virgil van Dijk e Cody Gakpo foram os únicos titulares em campo), e venceu por 3 a 0, com o segundo gol marcado pelo atacante - e também o seu primeiro como profissional. O também estreante Jayden Danns foi o destaque do jogo, marcando os outros dois gols. Foi também a única partida de Koumas na temporada, embora tivesse sido relacionado para outros 5 jogos.
Em agosto de 2024, após assinar um novo contrato com o Liverpool, foi emprestado ao Stoke City, estreando pela nova equipe frente ao West Bromwich Albion na derrota por 2 a 1.

## Carreira internacional
Nascido em Chester, é também considerado apto para defender a Inglaterra e o Chipre (país natal de seu avô paterno), além do País de Gales, pelo qual representa as seleções de base e também fez sua estreia no time principal contra Gibraltar, em maio de 2024, entrando como substituto de Liam Cullen no empate por 0 a 0.

## Vida pessoal
Seu pai, Jason Koumas, também foi jogador de futebol e teve passagens destacadas por Tranmere Rovers e West Bromwich Albion, jogando também por Wigan Athletic e Cardiff City, além da Seleção Galesa (34 jogos e 10 gols marcados entre 2001 e 2009).

## Estatísticas
Atualizado até 20 de setembro de 2024
| Equipe                  | Temporada | Campeonato nacional | Campeonato nacional | Campeonato nacional | Copa nacional | Copa nacional | Copa da Liga | Copa da Liga | Competições continentais | Competições continentais | Outras competições | Outras competições | Total | Total |
| Equipe                  | Temporada | Divisão             | Jogos               | Gols                | Jogos         | Gols          | Jogos        | Gols         | Jogos                    | Gols                     | Jogos              | Gols               | Jogos | Gols  |
| ----------------------- | --------- | ------------------- | ------------------- | ------------------- | ------------- | ------------- | ------------ | ------------ | ------------------------ | ------------------------ | ------------------ | ------------------ | ----- | ----- |
| Liverpool Sub-21        | 2022–23   | —                   | —                   | —                   | —             | —             | —            | —            | —                        | —                        | 1                  | 0                  | 1     | 0     |
| Liverpool Sub-21        | 2023–24   | —                   | —                   | —                   | —             | —             | —            | —            | —                        | —                        | 3                  | 0                  | 3     | 0     |
| Liverpool Sub-21        | Total     | Total               | —                   | —                   | —             | —             | —            | —            | —                        | —                        | 4                  | 0                  | 4     | 0     |
| Liverpool               | 2023–24   | Premier League      | 0                   | 0                   | 1             | 1             | 0            | 0            | 0                        | 0                        | —                  | —                  | 1     | 1     |
| Liverpool               | 2024–25   | Premier League      | 0                   | 0                   | 0             | 0             | 0            | 0            | 0                        | 0                        | —                  | —                  | 0     | 0     |
| Liverpool               | Total     | Total               | 0                   | 0                   | 1             | 1             | 0            | 0            | 0                        | 0                        | 0                  | 0                  | 1     | 1     |
| Stoke City (empréstimo) | 2024–25   | Championship        | 5                   | 1                   | 0             | 0             | 3            | 1            | —                        | —                        | —                  | —                  | 8     | 2     |
| Total                   | Total     | Total               | 5                   | 1                   | 1             | 1             | 3            | 1            | 0                        | 0                        | 4                  | 0                  | 13    | 3     |

1. 1 2  Jogos pelo EFL Trophy

## Títulos
Liverpool
- Copa da Liga Inglesa: 2023–24[13]